# Drepano-hypnum apiculatum
Drepano-hypnum apiculatum là một loài rêu trong họ Amblystegiaceae. Loài này được Mitt. Hampe mô tả khoa học đầu tiên năm 1878.